# Al-Mu'tadid II
Pour les articles homonymes, voir Al-Mu'tadid.
Abû al-Fath Dâwud al-Mu`tadid II ou Al-Mu`tadid II (1380-1441) est un calife abbasside au Caire de 1414 à 1441.

## Biographie
Abû al-Fath Dâwud est le deuxième fils d'Al-Mutawakkil Ier à régner comme calife, il succède à son frère Al-Musta`in en 1414.
Pendant son long règne il voit se succéder les sultans mamelouks burjites :
- Al-Muayyad Abu an-Nasir Chaykh al-Muhammudi jusqu'en 1421
- Al-Muzaffar Ahmad en 1421
- Az-Zâhir Sayf ad-Dîn Tatar en 1421
- Al-Sâlih Nâsir ad-Dîn Muhammad jusqu'en 1422
- Al-Achraf Sayf ad-Dîn Barsbay jusqu'en 1438
- Az-Zâhir Sayf ad-Dîn Jaqmaq qui règne jusqu'en 1453

Al-Mu`tadid II décède en 1441, son frère Sulaymân al-Mustakfî II lui succède.